# Rebekka Wiedener
Rebekka Wiedener (geboren in Bad Harzburg) ist eine deutsche Einradfahrerin, die mehrfach Weltmeisterin, Europameisterin, Deutsche und Sächsische Meisterin in verschiedenen Disziplinen geworden ist.

## Leben und Sport
Rebekka Wiedener studiert an der Technischen Universität Bergakademie Freiberg. Neben ihrer Teilnahme an Wettbewerben ist Wiedener unter anderem bereits den 1.300 km langen Arizona Trail mit dem Einrad gefahren. Im Januar 2021 war sie in der Fernsehshow Klein gegen Groß zu sehen. Wiedener fährt Einrad im Team Qu-ax und ist als Dozentin beim Kunstkarussell Bad Harzburg e.V. tätig.

## Titel
- 2015: Europameisterin in der Disziplin Cross Country Extreme[1]
- 2016: 2. Platz in der Kategorie 15+Jahre bei der Offenen deutsche Meisterschaft im Mountain Unicycling[7]
- 2016: 1. Platz bei den Damen im Marathon Einrad beim 3. Erfurt Marathon[8]
- 2017: Weltmeisterin Uphill[9]
- 2017: Deutsche Meisterin in Downhill, Vizemeisterin in Trial und Uphill, 3. Platz in Cross Country und 4. Platz in Flat in Neukirchen[10][11]
- 2017: 1. Platz bei den Damen Marathon Einrad beim 4. Erfurt Marathon[12]
- 2018: Sächsische Meisterin im Einradrennen und Einrad Cross Country in Dresden[13]
- 2018: 2. Platz Flatland und Street, 3. Platz Trial beim Extreme Unicycling Championship (EUC) in Köln[14]
- 2018: 5. Platz Unlimited Damen beim Europamarathon in Görlitz[15]
- 2018: 1. Platz Damen Einrad Erzgebirgs-Bike-Marathon in Seiffen[16]
- 2022: Deutsche Meisterin in Flatland und Street in Düsseldorf[17][18]
- 2022: Weltmeisterin Muni Uphill, 3. Platz bei den Damen in Street (Disziplin im Skatepark), 7. Platz in Cross-Country in der Expert Kategorie, 11. Platz in Downhill, 6. Platz in Mountain climbing road race (15 km 1000 hm), 12. Platz in Cyclocross bei der 20. Unicorn in Grenoble[19][20]

## Rekorde
- Langsam vorwärts 10 m: 23,16 Sek (14. Dresdner Einradtag)
- 10 km unlimited: 27:53 Min (14. Dresdner Einradtag)

- Hochsprung: 46 cm (14. Dresdner Einradtag)[21]